# Васье-ан-Веркор
Васье-ан-Веркор (фр. Vassieux-en-Vercors) — коммуна кантона Ла-Шапель-ан-Веркор в округе Ди департамента Дром региона Овернь — Рона — Альпы на юго-востоке Франции.
Коммуна известна активным участием в Движении сопротивления во время оккупации Франции в период Второй мировой войны.

## География
Коммуна находится в горном массиве Веркор на карстовом плато, известном как Плато де Васье. Деревня занимает площадь 11 км в длину и 5 км в ширину на высоте 1045 м над уровнем моря.

## История
На месте коммуны известно поселение времён позднего неолита, заброшенное примерно за 2500 лет до н. э. На этом месте была найдена мастерская по изготовлению кремниевых инструментов.
В период немецкой оккупации в 1944 году в департаменте Дром активно действовали французские партизаны. На горным массиве Веркор они оборудовали оборонительные позиции и объявили эту территорию Свободной республикой Веркор. Союзники на самолётах с помощью парашютов доставляли партизанам оружие и военных инструкторов. После высадки войск союзников в Нормандии 6 июня 1944 года немцы перешли в контрнаступление, в ходе которого они атаковали также партизан на юге Франции, в том числе к 24 июля окружили и захватили Веркор. В Васье погибло более двухсот человек (в том числе 73 мирных жителя), 97 % зданий было разрушено.
В связи с этими событиями в августе 1945 года коммуна была награждена генералом де Голлем Орденом Освобождения. Также в память об обороне Веркора был создан музей и установлен памятник на перевале Коль де ла Чау.